# Томский учительский институт
Томский учительский институт — учебное заведение Российской империи по подготовке преподавателей для школ и училищ.

## История
По Высочайшему повелению  Императора Николая II от 4 февраля 1902 года на основании представления департамента промышленности, науки и торговли Государственного Совета с 1 июля 1902 года в Томске был учреждён первый в Сибири Учительский институт.
Открытие института состоялось 26 сентября 1902 года. Институт стал 11-м в Российской империи учебным заведением, готовившим преподавателей для городских и уездных школ и училищ. Программа института предусматривала изучение общеобразовательных дисциплин, а также гигиены, гимнастики, пения.
С первых месяцев существования институт столкнулся с серьёзными проблемами: недостаточным финансированием содержания воспитанников и оплаты труда сотрудников, отсутствием собственного помещения, сбоями в финансировании постройки учебного здания для института, обострившимися в условиях русско-японской войны. 
Первым директором института был назначен В. П. Щепетев, работавший до назначения директором народных училищ Томской губернии. При нём начинается строительство собственного здания института и формируется библиотечный фонд института и фонд учебных пособий. После перевода В. П. Щепетева инспектором студентов в Томский университет (1903), на место директора был назначен М. М. Германов.
Здание института в стиле модерн было построено к лету 1905 года по проекту архитектора Ф. Ф. Гута на участке земли 3 600 квадратных саженей, безвозмездно выделенных институту городскими властями ещё в 1900 году. Первоначально здание пришлось использовать как госпиталь для раненных в русско-японской войне. Только с 15 августа 1906 года здание стало использоваться по прямому назначению.
После М. М. Германова институт возглавлял (1907—1920) И. А. Успенский. Институт за годы своего существования выпустил 330 учителей, в том числе писателя А. М. Волкова.
Томский учительский институт приобрел статус высшего учебного заведения в июне 1917 года по решению Временного правительства.
Институт был закрыт 1 ноября 1920 года по решению комиссии Томского губернского отдела народного образования.